# Undine (Lortzing)
Undine (títol original en alemany) és una òpera en quatre actes amb música i llibret en alemany d'Albert Lortzing, basat en la història homònima de Friedrich de la Motte Fouqué. Es va estrenar en el Nationaltheater de Magdeburg, el 21 d'abril de 1845.

## Història
S'havia produït un renaixement de l'interès per Fouqué després de la mort de l'escriptor el 1843 al qual va respondre Lortzing. A diferència de les primeres comèdies de Lortzing, aquesta obra és seriosa, descrita com una Romantische Zauberoper ("òpera màgica romàntica"). 
Una sèrie d'altres òperes i ballets s'han basat en la versió de Fouqué del mite de l'Ondina, un esperit de l'aigua, incloent-hi Undina de Txaikovski, Undine d'E. T. A. Hoffmann, i els ballets Ondine de Cesase Pugni i Undine d'Hans Werner Henze.

## Personatges
| Caràcter                                  | Tessitura | Repartiment de l'estrena, 21 d'abril de 1845. (Director: -) |
| ----------------------------------------- | --------- | ----------------------------------------------------------- |
| Bertalda, suposada filla del duc Heinrich | soprano   | Beer                                                        |
| Hans, un cillerero                        | baix      |                                                             |
| Hugo von Ringstetten                      | tenor     | Nissen                                                      |
| Kühleborn, príncep de l'aigua esperits    | baríton   | Werlitz                                                     |
| Martha                                    | contralt  | Detroit                                                     |
| Pater Heilmann                            | baix      |                                                             |
| Tobias, un pescador                       | baix      |                                                             |
| Undine, la filla adoptiva de Tobies       | soprano   | Marie Minna Kiel                                            |
| Veit, escuder de Ringstetten              | tenor     | Quint                                                       |

## Enregistraments
- 1951 - Trude Eipperle (Undine), Christa Ludwig (Bertalda), Else Tegetthoff (Martha), Karl Friedrich (Hugo), Ferdinand Frantz (Kuhleborn), Willy Hofmann (Veit), Frithjof Sentpaul (Tobias), Aage Poulsen (Pater Heilmann), Sanders Schier (Hans) - Cor i Orquestra Simfònica de la Radiodifusió de Hesse Frankfurt, Carl-Alexander Hafner - (Cantus-Lin)